# قراصنة الكاريبي (لعبة فيديو)
قراصنة الكاريبي هي لعبة فيديو أكشن ومغامرات، أٌصدرت في 30 يونيو من سنة 2003، تعمل على العديد من الأجهزة على غرار إكس بوكس، مايكروسوفت ويندوز وغيم بوي أدفانس.

## هدف اللعبة
تَعرض اللعبة مستويات مختلفة مستندة على تجاربِ النّقيبِ جاك سبارو بعد أحداثِ قراصنةِ الكاريبي: لعنة اللؤلؤةِ السوداءِ. كما تتضمن اللعبةُ حركة، وألغازا مضحكة.
يأخد اللاعبُ دورَ جاك سبارو، ويل ترنر، وإليزابيث سوان في لعبة فيديو مغامرةِ عملِ عامةِ. حيث يتعلمُ كل شخص مهارات جديدة أَو يَفْتحُ أسلحةَ جديدةَ والتي ستساعده لهزيمة رئيس. كُلّ مستوى لَهُ عدد مِنْ الألغازِ للحَلّ. تَسْمحُ اللعبةُ لشخص ثاني باللعب (نمط اللعب فردي أو متعدد).
تَبْدأُ اللعبةُ بجاك سبارو وويل ترنر وهما يحاولان سرقة شيء مِنْ قلعة برتغالية في بنما. هم يَخُونونَ ويَأْسرونَ. بينما يُواجهُ المشنقةَ (وبينما جاك يبحث عن طريقِ هروبِ كالمعتاد)، يَبْدأُ بإعادة رواية البعض مِنْ قصصِه لويل ترنر، ولو أنْه يبالغ كثيراً؛ على سبيل المثال، يَدّعي دائماً بأنّ أمّا ويل ترنر أَو إليزابيث سوان مَعه، حتى عندما أصرّوا بأنّهم لَيْسَ لهُمْ فكرةُ عما يَتحدّثُ عنه. تَتضمّنُ هذه القصصِ كيف طَردَ جاك ناسو بورت بدون إطلاق طلقة؛ و كيف هَربَ مِنْ الجزيرة المعزولةِ على ظهورِ سلاحفِ البحرِ (متى هو هُجِرَ مَع إليزابيث، المرة الثانية، يَعترفُ إلى الأحداثِ الحقيقيةِ، بأنّه أُنقذَ مِن قِبل مهربي شرابِ الروم الذين إختفوا لمدة طويلة)؛ كَيف قاتلَ ساحرة صينية اسمها السّيدةَ تانج؛ و كيف صادفَ جحفل المحاربين النرويجيينِ المجمّدينِ؛ وكيف زارَ القطب الشمالي؛ و يُكملُ إعادة رواية لعنةِ اللؤلؤةِ السوداءِ، يُكملُ بالسلاسلِ التي مَا حَدثتْ والخطوطُ التي ما أبداً.

## انتقادات
قوبلت اللعبة بنقد سلبي عند إطلاقها. حيث أن GameRankings وMetacritic أعطياها نسبة 53.58% فقط، و51 من أصل 100 للبلاي ستايشن 2،  و49 من 100 لنسخة الويندوز. 

## نسخة الهاتف
تم تطوير نسخة من هذه اللعبة للهاتف من طرف المطور الأمريكي فلاينج تايغر ديفلوبمنت (بالإنجليزية: Flying Tiger Development)‏، تٌم نٌشرت من طرف شركة ديزني أنتريراكتيف (بالإنجليزية: Disney Interactive)‏ وذلك يوم 25 يوليو من سنة 2003 في الولايات المتحدة.

## روابط خارجية
- قراصنة الكاريبي على موقع IMDb (الإنجليزية)